# 平山慎英
平山 慎英（ひらやま のりひで、1881年1月20日 - 1950年12月10日）は、日本の裁判官。

## 来歴
広渡寺住職、飯能学校教員を務めた平山鳳琳の長男。母は飯能焼の絵付師腰塚小四郎の娘。埼玉県入間郡飯能町（現・飯能市）出身。飯能小学校高等科、麻布中学校、第一高等学校、東京帝国大学法科を経て、裁判官になった。
浦和地方裁判所判事、那覇地方裁判所長、横浜地方裁判所長、鳥取地方裁判所長、松江地方裁判所長などを勤めた。高等官一等正四位勲三等。69歳で死去した。

## 職歴
- 1910年（明治43年）2月24日 - 横浜区裁判所検事代理[5]（ - 1911年1月27日）[6]
- 1912年（明治45年）4月18日 - 横浜地方裁判所・横浜区裁判所 予備判事[7]
- 1913年（大正2年）7月1日 - 横浜地方裁判所・横浜区裁判所 判事[8]
- 1919年（大正8年）5月17日 - 土浦区裁判所 判事[9]
- 1921年（大正10年）9月16日 - 横浜地方裁判所 判事[10]
- 1923年（大正12年）4月24日 - 東京地方裁判所 判事[11]
- 1924年（大正13年）12月25日 - 新潟地方裁判所 部長[12]
- 1926年（大正15年）7月27日 - 浦和地方裁判所 部長[13]
- 1928年（昭和3年）7月24日 - 千葉地方裁判所 部長[14]
- 1930年（昭和5年）8月1日 - 東京控訴院 判事[15]
- 1931年（昭和6年）12月21日 - 長岡区裁判所判事・新潟裁判所長岡支部 部長[16]
- 1934年（昭和9年）5月5日 - 八日市場区裁判所判事・千葉地方裁判所八日市場支部 部長[17]
- 1936年（昭和11年）2月3日 - 那覇地方裁判所 所長[18]
- 1937年（昭和12年）11月20日 - 鳥取地方裁判所 所長[19]
- 1939年（昭和14年）4月1日 - 松江地方裁判所 所長[20]
- 1941年（昭和16年）4月30日 - 公証人[21]

## 栄典
- 1912年（明治45年）5月31日 - 従七位[22]
- 1915年（大正4年）7月10日 - 正七位[23]
- 1920年（大正9年）7月31日 - 従六位[24]
- 1923年（大正12年）
  - 1月10日 - 正六位[25]
  - 1月30日 - 勲六等瑞宝章[26]
- 1927年（昭和2年）
  - 3月15日 - 従五位[27]
  - 3月22日 - 勲五等瑞宝章[28]
- 1932年（昭和7年）4月1日 - 正五位[29]
- 1933年（昭和8年）3月23日 - 勲四等瑞宝章[30]
- 1937年（昭和12年）4月15日 - 従四位[31]
- 1938年（昭和13年）7月6日 - 勲三等瑞宝章[32]
- 1941年（昭和16年）5月20日 - 正四位[33]